# Liste der Wiener Gemeindebauten

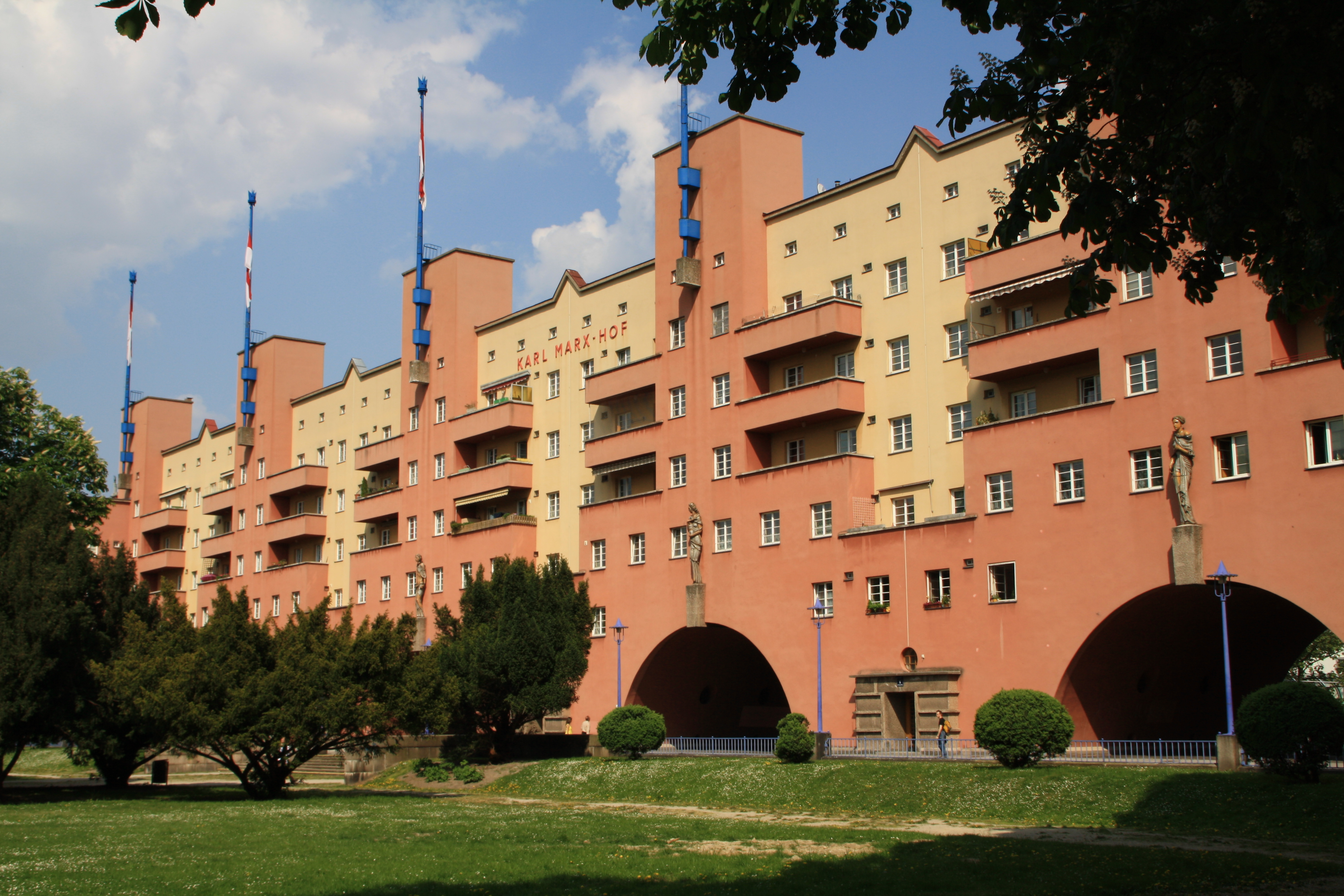
Karl-Marx-Hof vom 12.-Februar-Platz aus. Der Name „12. Februar“ bezieht sich auf den Tag des Ausbruchs des Österreichischen Bürgerkriegs im Jahre 1934.

Die Liste der Wiener Gemeindebauten bietet einen Überblick über die Wohnhäuser, -höfe und -siedlungen, die von der Gemeinde Wien im Rahmen des kommunalen Wohnbaus errichtet wurden. Vor allem die Wohnbauten aus den 1920er Jahren sind wegen ihrer architektonischen Besonderheiten international bekannt.
Während der Ersten Republik wurden in Wien 382 Gemeindebauten nach Plänen von 199 Architekten errichtet. Insgesamt wurden von 1919 bis  1934 fast 65.000 Wohnungen fertiggestellt. Einzig im 1. Bezirk wurde kein Gemeindebau errichtet. Mit der Machtergreifung der Austrofaschisten 1934 erlosch die Bautätigkeit des Roten Wien. Es wurden allerdings einige Arbeiterasyle und Assanierungsbauten errichtet.
In der Nachkriegszeit wurde die Bautätigkeit ab 1947 wieder aufgenommen – die Per-Albin-Hansson-Siedlung war der erste große Neubau. Auf Grund des großen Wohnungsmangels in dieser Zeit wurden bis 1970 weitere 96.000 Wohnungen geschaffen. Heute besitzt die Stadt Wien rund 220.000 Wohnungen in mehr als 2.300 Gemeindebauten mit über 500.000 Bewohnern.
Die Liste ist nach den Wiener Gemeindebezirken in 23 Teillisten untergliedert.
Dazu kommen noch die Objekte, die von der 2010 gegründeten WISEG (Wiener Substanzerhaltungsgesellschaft) betreut werden, an der die Stadt Wien einen Mehrheitsanteil hat. Dies sind die sogenannten „atypischen“ Gemeindebauten: Häuser, die ursprünglich Privaten gehörten und auf verschiedene Weise in den Besitz der Stadt Wien gekommen sind – Bürgerhäuser aus der frühen Neuzeit sowie Zinshäuser aus dem 19. und frühen 20. Jahrhundert.